# Joe Butterfly
Joe Butterfly (bra: A Rosa do Oriente) é um filme estadunidense de 1957 do gênero comédia, dirigido por Jesse Hibbs e estrelado por Audie Murphy e George Nader.
Única comédia de Murphy (Destry tem um clima cômico, mas é, antes de tudo, um faroeste), o filme mostra influência do superior The Teahouse of the August Moon, cujo enredo é semelhante.
Apesar de Burgess Meredith, no papel-título, roubar a cena, Murphy saiu-se bem da empreitada e demonstrou ser muito querido no Japão, onde as filmagens tiveram lugar: mesmo sendo um herói de guerra norte-americano, ele surpreendentemente recebeu uma grande quantidade de presentes dos nipônicos.

## Sinopse
Na Tóquio do pós-guerra, a equipe da revista militar Yank tem de se desdobrar para cumprir os cronogramas de cada edição. O fotógrafo Joe Woodley e seus companheiros acabam aceitando a ajuda de Joe Butterfly, um japonês rei do mercado negro. No entanto, além de acomodá-los em uma mansão particular, Butterfly também utiliza métodos que vão de encontro ao regulamento do Exército. Isso coloca em risco a carreira dos envolvidos na trama.

## Elenco
| Ator/Atriz     | Personagem           |
| -------------- | -------------------- |
| Audie Murphy   | Joe Woodley          |
| George Nader   | Sargento Ed Kennedy  |
| Keenan Wynn    | Harold Hathaway      |
| Kieko Shima    | Chieko               |
| Fred Clark     | Coronel E. E. Fuller |
| John Agar      | Sargento Dick Mason  |
| Charles McGraw | Sargento Jim McNulty |